# Älvehult
Älvehult, tidigare stavat "Elfvehult", är en gård utanför Påskallavik, Döderhults socken, i Oskarshamns kommun. Många fastigheter i Påskallavik har fastighetsbeteckningen Älvehult, då de ligger på mark som förr tillhörde gården. Andra hälften av Påskallavik har fastighetsbeteckningen Emmekalv, då Påskallavik ursprungligen låg under gården Emmekalv nr 2.

## Historik

### Tidig historia
Älvehult nämns första gången i Israel Birgerssons jordebok från 1351. Det skrivs då "Elitahult". 1526 upptas gården i en av Gustav Vasas jordeböcker och gården tillhörde då rättardömet Döderhult. 1538-41 hade Gustav Vasa en gård, som saknar helt åker men har äng till 10 lass hö, 7 lass i "Stemme engh", en halv bistock, två ålverkar i "Flåå åå", ett hommestånd vid "Porskäre öö" och fiske i saltsjön. Nu tillhörande Sandshults rättardöme. Älvehult värderades nu som 1/2 mantal aoe (arv och eget). Den årliga räntan utgjorde mellan 1526 och 1541 2 lispund smör. Från 1537 tillkom 2 hästfodringar och en fjäding honung. 

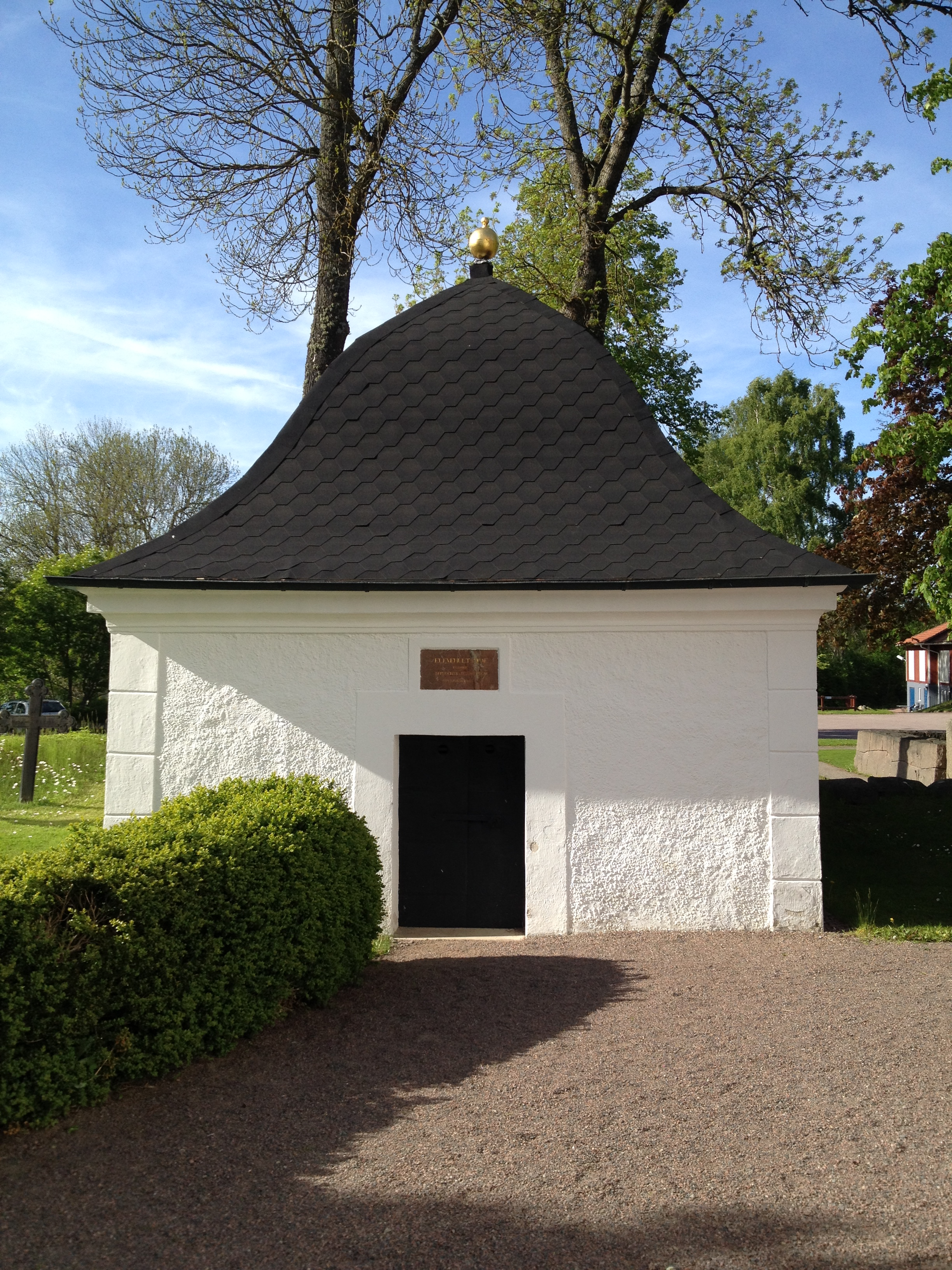
Älvehultsgraven på Döderhults kyrkogård.

### Rudebeck
Under slutet av 1700-talet bestod Älvehult av 1/4 mantal. I Mantalslängderna står 1 brukare samt en torpare på gården. I Mantalslängderna för år 1795 går det också utläsa att gårdens ägare numera var Löjtnanten Thomas Fredrik Rudebeck (1767-1843).  Hur bebyggelsen såg ut på Älvehult vid denna tid är okänt, men det kom under Rudebecks tid att byggas en större herrgårdsbyggnad på gården, En rak allé från landsvägen ledda rakt fram till gårdens huvudbyggnad.
År 1827 uppfördes av Löjtnant T. F. Rudebeck ett gravkor på Döderhults kyrkogård. Gravkoret var tänkt att bli han och hans ättlingars sista vilorum. Byggnaden är en kvadratisk vitputsad byggnad med karnisformat tälttak, över järndörren finns en inskription som lyder: Elfvehults graf tillhörig T: F: Rudebeck o dess arfvingar. Nya Psalmboken Nr 492 v. 11 och 12.

### Branden
Under 1800-talets sista decennier bodde på Älvehult, Sjökapten Mauritz Rudebeck (1830-1907), han var sonson till den tidigare nämnda Löjtnanten Rudebeck. I tidningen Stockholms dagblad från onsdagen den 6 april 1887 kan vi läsa följande: Eldsvåda, Kalmar den 5 april. Vådeld har i natt ödelagt manbyggnaden å kapten Rudebecks egendom Elfvehult nära Påskallavik. Elden utbröd så hastigt, att de inneboende med knapp nöd hunno rädda sig i blotta linnet. Intet kunde räddas. Försäkringen låg. Orsaken till eldens uppkomst tros vara bristfällig skorstenspipa.

### "Tiomannalaget"
Efter branden flyttade kapten Rudebeck till Rinkabyholm, och sålde Älvehults gård till tio personer från Påskallavik, det så kallade "tiomannalaget". Köpensumman var på 28 000 kronor. Samhället Påskallavik, låg dels på Emmekalvs marker, dels på Älvehults, och i och med köpet kunde man nu börja stycka upp tomter i samhället som låg under gården Älvehult, och invånarna kunde friköpa tomt och bygga egna hus. En karta över de uppstyckade tomterna upprättades 1905, och kom att kallas "Elvehultsvik", vilket benämns som ett "egnahemsområde". Själva gården kom sedan att försäljas till familjen Jähkel, som ägde stenfirman Stenzel & Co. Köptensumman var på 40 000 kronor. Gården har sedan dess haft flera ägare; Förenade Granit, AK Fernström, konsul Andersén, direktör G. Åkerlund och Gustavsborgs säteri.